# Inhumans (série de televisão)
Marvel's Inhumans (ou simplesmente Inhumans) é uma série de televisão estadunidense criada por Scott Buck para a ABC, baseada na raça homônima da Marvel Comics. É situada no Universo Cinematográfico Marvel, compartilhando a continuidade com os filmes e as outras séries de televisão da franquia. A série é produzida pela ABC Studios e Marvel Television, com IMAX Corporation como uma parceira de financiamento e Buck servindo como showrunner.
A série é centrada no Raio Negro, interpretado por Anson Mount, e outros membros da Família Real Inumana. Serinda Swan, Iwan Rheon, Ken Leung, Eme Ikwuakor, Isabelle Cornish, Mike Moh, Sonya Balmores e Ellen Woglom também estrelam. A Marvel Studios anunciou um filme dos Inumanos em 2014 como parte de sua Fase Três de filmes, com a espécie introduzida pela primeira vez no UCM em Agents of S.H.I.E.L.D. O filme foi removido do calendário da Marvel Studios em abril 2016, e a série Inumanos foi anunciada em novembro, para ser filmada em parte em câmeras digitais IMAX. Buck se juntou à série em outubro e Mount foi lançado em fevereiro de 2017. As filmagens começaram em março de 2017, no antigo aeródromo da Aeronave Naval de Barbers Point, em Kalaeloa, no Havaí.
Inumanos estreou em telas IMAX em 01 de setembro de 2017, a primeira série de televisão em live-action a estrear em IMAX. A exibição em IMAX durou duas semanas, antes da série estrear na ABC em 29 de setembro. Em 11 de Maio de 2018, a ABC oficializou o cancelamento da série após uma única temporada.

## Premissa
Após ser traída e perseguida em função de um golpe militar em Attilan, a Família Real consegue escapar para o Havaí, onde a interação com a humanidade pode não representar apenas sua salvação, como também a salvação da Terra.

## Elenco
| Elenco              | Personagem      | 1ª         |
| ------------------- | --------------- | ---------- |
| Anson Mount         | Rei Raio Negro  | Regular    |
| Serinda Swan        | Rainha Medusa   | Regular    |
| Iwan Rheon          | Maximus         | Regular    |
| Ken Leung           | Karnak          | Regular    |
| Eme Ikwuakor        | Gorgon          | Regular    |
| Isabelle Cornish    | Crystal         | Regular    |
| Mike Moh            | Triton          | Regular    |
| Sonya Balmores      | Auran           | Regular    |
|                     | Dentinho        | Regular    |
| Ellen Woglom        | Louise          | Recorrente |
| V.I.P.              | Medusa (Jovem)  | Recorrente |
| Aidan Fiske         | Maximus (Jovem) | Recorrente |
| Michael Buie        | Rei Agon        | Recorrente |
| Chad James Buchanan | Dave            | Recorrente |

## Produção
Em abril de 2016 com a aparição dos Inumanos na série Agents of SHIELD, especulações surgiram sobre o futuro dos personagens no cinema. Então, Kevin Feige afirmou ao Collider que a produção realmente não deve chegar aos cinemas na data prevista, mas por outros motivos: "Desde que fizemos o anúncio inicial da Fase 3, nos adicionamos o Homem-Aranha, o que foi motivo de muita alegria para nós. Colocamos também Homem-Formiga e Vespa, que é uma continuação bem divertida para nós daquela história. A Walt Disney Company anunciou um filme do Indiana Jones para mais ou menos a mesma época... Então acho que o filme será adiado da data atual. Até quanto esse adiamento vai durar, eu ainda não tenho certeza". Perguntado se a mudança não era uma questão da série de TV já ter abordado isso, Feige completou: "Não, é uma questão de quando [vamos fazer isso no cinema]". Porém, de acordo com o Bleeding Cool, um dos motivos para o adiamento é a briga de egos entre Kevin Feige e Isaac Permulter, ex-chefão da Marvel. Este era um dos projetos mais queridos de Permulter, que fez um acordo com Feige para tê-lo no calendário: o filme da Capitã Marvel, projeto de Feige, só entraria se o de Inumanos entrasse. Até o ano passado, quando Permulter estava no comando da Marvel, o acordo valia, só que no final de 2015 ele deixou o comando do estúdio. Com isso, Inumanos foi adiado indefinidamente.
No dia 14 de novembro, foi confirmado o cancelamento do filme Inumanos e oficializado a produção da serie de TV produzida pela ABC, e que irá ao ar no segundo semestre de 2017. Segundo o estúdio Marvel, os dois primeiros episódios serão filmados inteiramente em IMAX para serem exibidos nos cinemas do mundo inteiro em setembro, por duas semanas. A ABC planeja estrear a série logo em seguida com conteúdo exclusivo adicional a ser visto somente na televisão. A trama se passa nos dias atuais, terá cenas na Terra e na Lua e seguirá a Família Real dos Inumanos, composta por personagens como Raio Negro (o protagonista da série), Medusa e Gorgon. No dia 15, o Hollywood Reporter afirmou que a serie terá 8 episodios e que não será um spinoff de Agents of SHIELD. E que a serie não tem ligação com o roteiro do filme planejado anteriormente pela Marvel. No dia 30, foi confirmado a data de lançamento da serie, 26 de setembro de 2017. Antes disso, os dois primeiros episódios - totalizando cerca de 80 minutos - passarão em cinemas IMAX do país por duas semanas, a partir do dia 1 de setembro. A informação foi confirmada pela IMAX numa conferência com investidores.
No dia 6 de dezembro foi confirmado que Scott Buck será o Showrunner da serie, o mesmo também é showrunner da serie da Netflix Punho de Ferro.
No dia 11 de janeiro de 2017, A Production Weekly, publicação que registra as datas de ínico de filmagens, afirmou em seu relatório semanal que o programa começará a ser produzido em março, com filmagens acontecendo em Chicago e Los Angeles. No dia 19, o Hollywood Reporter afirmou que o diretor holandês Roel Reiné seria o diretor dos dois primeiros episodios da serie. No dia 25, o Reel News Hawaii afirmou que a serie seria parcialmente filmada no Havai, e que uma equipe de produção já estaria nas ilhas e que filmariam em junho.
No dia 21 de fevereiro, o Hollywood Reporter afirmou que Iwan Rheon, interpretaria Maximus, irmão mais novo de Raio Negro, que secretamente deseja usar a coroa na Família Real. No dia 25, o jornalista Jeff Sneider revelou em seu programa no YouTube Meet the Press, algum ator ou atriz de Lost teria sido contratado para um grande papel na série, mas ele não revelou quem. "Tem tipo 80 pessoas em Lost, então boa sorte descobrindo quem é". No dia 28, a Variety afirmou que, Anson Mount será o Raio Negro na série.
No dia 1 de março, a Entertainment Weekly afirmou que Serinda Swan, interpretará a Rainha dos Inumanos e esposa de Raio Negro. No dia seguinte, a site revelou que Ken Leung que já participou de Lost, estaria na serie intrepretando Karnak, o primo e conselheiro de Raio Negro. No dia 3, também revelou mais cinco nomes do elenco, Isabelle Cornish como Crystal, a irmã da rainha Medusa, que tem um cachorro de uma tonelada capaz de se teletransportar chamado Lockjaw. Eme Ikwuakor será Gorgon, primo do protagonista Raio Negro e de Karnak, capaz de gerar ondas sísmicas com uma única pisada de suas pernas com força sobrehumana; Mike Moh será Triton, primo de Raio Negro que é "calmo sob pressão, supremamente atlético" e consegue viver de baixo da água; Sonya Balmores será Auran, a chefe da Guarda Real, "capaz e sem paciência para brincadeiras"; Ellen Woglom como personagem não-identificado mas que é descrito como uma "inteligente, intensa e focada - tão focada que suas habilidades sociais as vezes são deixadas de lado. Seu emprego em uma companhia aeroespacial é a sua vida, seguida de sua paixão pelo espaço e Lua". No dia 6, as primeiras fotos de set da serie chegaram a internet, As imagens revelam o visual do protagonista Raio Negro e a presença de Dentinho, o buldogue gigante que faz parte da Família Real dos Inumanos. Ele será feito em computação gráfica, mas um boneco o representa no set. No dia 13, novas imagens foram divulgadas das fimalgens no Havai, As imagens mostram Cristalys de uniforme e o molde para CGI que servirá para trazer o cachorro Dentinho à vida. No dia 15, mais imagens do set foram divulgadas, elas mostram uma cena onde a Família Real liderada pelo Raio Negro faz uma entrada triunfal em algum lugar. Nas imagens podemos ver Medusa com sua tradicional vestimenta roxa e cabelo vermelho. No dia 20 foi divulgado um video das gravações onde é possivel ver Raio Negro em um perseguição policial. No dia 26, A Marvel atualizou a página oficial de Inumanos no Facebook, revelando o logo da atração. No dia 31 foi divulgado um novo video de bastidores, onde é possivel ver a atriz Serinda Swan careca, considerando que os longos cabelos ruivos são parte vital da personagem, especula-se que a mudança seja apenas para inserir efeitos especiais na pós-produção. Em outro caso, pode também se tratar de um acontecimento dos quadrinhos onde Maximus raspa a cabeça da personagem como uma forma de tortura.
No dia 6 de abril, a serie ganhou a sinopse oficial da primeira temporada.
No dia 4 de maio, o produtor Scott Buck afirmou que a serie estaria dentro do universo compartilhado da Marvel de series e filmes. Em entrevista à Entertainment Weekly, Scott Buck, produtor da série, comentou que, de fato, retratar o cabelo da Medusa de forma fiel aos quadrinhos é uma missão muito complicada: "É muito difícil. Mesmo hoje ainda é um processo. Leva muito tempo para fazer esse efeito funcionar. Temos algumas das melhores pessoas de efeitos visuais disponíveis trabalhando em nossa série. Ainda não vimos a versão final dele, é um trabalho em processo." No dia 16, uma nova sinopse foi divulgada. No dia 22, Billy Gierhart, diretor conhecido pelo seu trabalho em Agents of SHIELD, revelou que está responsável pela direção do último capítulo de Inumanos, A informação foi compartilhada pelo próprio Gierhart em seu perfil no Instagram, onde revelou estar no Havaí para rodar o episódio final.
No dia 2 de junho, foi divulgado três novos nomes no elenco, Michael Buie e Tanya Clarke viverão, respectivamente, o rei Agon e a rainha Rynda, país do protagonista Raio Negro. E Henry Ian Cusick será o doutor Evan Declan, um personagem original do seriado que aparecerá em vários episódios. No dia 13, foi divulgado que as gravações chegaram ao fim, o ator Iwan Theon  foi ao Twitter para agradecer o povo do Havaí: "Obrigado ao Havaí e seus belos habitantes! Eu nunca mais serei o mesmo". No dia 15, o ator Henry Ian Cusick falou sobre seu personagem: "Eu interpreto um geneticista, seu nome é Dr. Evan Declan e ele é humano. Eu acho que isso já diz muito. Se você conhece os quadrinhos, você sabe de onde os Inumanos estão vindo." Em entrevista ao CinemaBlend, o ator também falou sobre o processo de gravações: "Eu não conheço todos os quadrinhos obviamente, mas a série é fiel no sentido de que os personagens principais são como os personagens nos quadrinhos. Nós tínhamos muitos executivos da Marvel no set e muitas pessoas da Marvel dizendo: 'não, você está fazendo isso errado. É assim que isso é.' Você sabe, pequenas coisas que as pessoas na Marvel sabem, sobre determinados gestos e coisas do tipo. Então espero que esteja fiel aos quadrinhos para que os fãs gostem da série." No dia 29, Iwan Rheon, que se tornou conhecido como Ramsay Bolton em Game of Thrones, falou sobre voltar a interpretar um vilão em Inumanos, nova série da Marvel. Em entrevista à RadioTimes, o ator falou um pouco sobre a transição de uma série para a outra: "É óbvio que é um pouco triste deixar Game of Thrones porque adorei muito estar lá. Mas, por outro lado, é bom agora que eu estou livre. Posso fazer o que quiser, até certo ponto. Fiquei muito feliz por estar envolvido lá durante quatro temporadas, foi ótimo. E levando em conta o padrão de duração em Game of Thrones, isso é muito bom para um personagem! Especialmente um como Ramsay!"